# Свети Николай (Виница)
„Свети Николай“ (на украински: Микільська церква) е най-старата действаща православна църква във Виница, построена през 1746 г., със средства на Антон Постелник. Понастоящем църквата принадлежи на Украинската православна църква на Московската патриаршия.

## История
През XVIII век, на десния бряг на Южен Буг, е построен Новия град. В района, изграден от три нови полски католически манастира, има множество магазини и лавки, и няма място за изграждането на православна църква.
Поради това църквата е построена на левия бряг, в Стария град, наричан „Стара Виница“. Храмът се намира под планината, където е било мястото на първият замък във Виница. Селището край този замък е съществувало до края на XIX век и около 1890 г. е разрушено за място за каменна кариера (край замъка в гората са намерени скелет на субдолихоцефал, две полирани каменни брадви и каменен чук).
През 1552 г. се споменават 6 православни църкви във Виница, сред които е и църква „Свети Николай“. Очевидно именно на нейното място е построена и новата със същото име.
Църквата „Свети Николай“ е изработена от дъб. На стълбовете на входната врата е изрязан традиционен надпис:
| „ | Старанием ктитора Антона Постельника во имя Отца и Сына и Святого Духа Аминь. Сооружися храм сей Святителя Христова Николая року Божия 1746 месяца апреля 11 дня | “ |

Църквата е направена без нито един гвоздей и е издигната на мястото на Николаевската църква от 13 век, построена от киевско-печерските монаси, избягали от татаро-монголите.
По съветско време в сградата се е помещавал местен исторически музей; през 1970 г. е извършена реставрация.

## Устройство на сградата

### Външна част
Църквата е пример за характерния украински тип църкви от три части. Трите дървени корпуса, долепени в компактен вид, имат изрязани ъгли, образуващи три осмоъгълни форми. Стените са леко наклонени навътре и са пресичани във височина от хоризонтални прегради, разделящи целия обем на нива.
Първото ниво е ниско, на човешка височина, и се нарича ниво на предпазване – това е навес над аркадната галерия. Нивото е проектирано да предпазва основата от дъждовна вода и в същото време служи като навес. Второто ниво – от този покрив до стрехите на полукръглия покрив на отсечения корпус – е най-високото. Тук, в средната част, има голям прозорец под формата на прав кръст. Още по-високо е друго ниво от осмоъгълни форми, отново под заоблените покриви на изсечените корпуси, покрити по-рано с керемиди, а по-късно – с желязо. Третото ниво, малък осмоъгълник, е закрит корпус под купола, увенчан с ажурен четириконечен кръст, поставен по стар обичай на полумесец.
Стръмният надвес на покрива, обграждащ първото ниво, заедно с издигането на корпуса, създават усещане за лекота, придавайки на цялата конструкция елегантен, завършен пирамидален силует.

### Камбанария
Тъй като храмът е построен по време на епохата на отбранителната църковна архитектура, камбанарията се намира не по оста на храма, а на ъгъла на двора на църквата, ограден от гранитна стена. В случай на вражеско нападение, камбанарията е могла да служи като крепостна кула, от която да бъдат прострелвани две страни на укреплението.
Над камбанарията има осемконечен прав кръст. Двуетажният, квадратен по план дървен корпус на камбанарията, завършва с купол и поставен в мощни ъглови контрафорси, изработени от гранит.
- Църквата „Свети Николай“
- Общ вид
- Фотография от 1903 г.
- План (изглед отгоре) на църквата[3]